# Elymus shandongensis
Elymus shandongensis är en gräsart som beskrevs av B.Salomon. Elymus shandongensis ingår i släktet elmar, och familjen gräs. Inga underarter finns listade i Catalogue of Life.